# رونوک
رونوک (به مجاری:  Rönök) یک شهرداری در مجارستان است که در واش واقع شده‌است. رونوک ۱۷٫۲۲ کیلومتر مربع مساحت و ۴۵۶ نفر جمعیت دارد.